# دوري فلسطين 1943–44
دوري فلسطين 1943–44 هو الموسم 10 من دوري فلسطين. أشرف على تنظيمه اتحاد إسرائيل لكرة القدم، وفاز فيه نادي هبوعيل تل أبيب.